# Eiffelturm (Sucre)
La Torre Sucrense, Torre Eiffel de Sucre oder einfach Torre Eiffel, ist eine Eisenstruktur, die im Herzen des Parque Bolívar in Sucre, der Hauptstadt Boliviens, steht. Sie wurde von dem Ingenieur Gustave Eiffel entworfen, dem gleichen, der auch den Eiffelturm in Paris entwarf. Im Gegensatz zu dem, was viele denken, handelt es sich bei diesem Turm jedoch nicht um eine Miniaturreplik des Pariser Eiffelturms, da sich beide im Design stark unterscheiden. Daher ist der bolivianische Turm weltweit einzigartig.

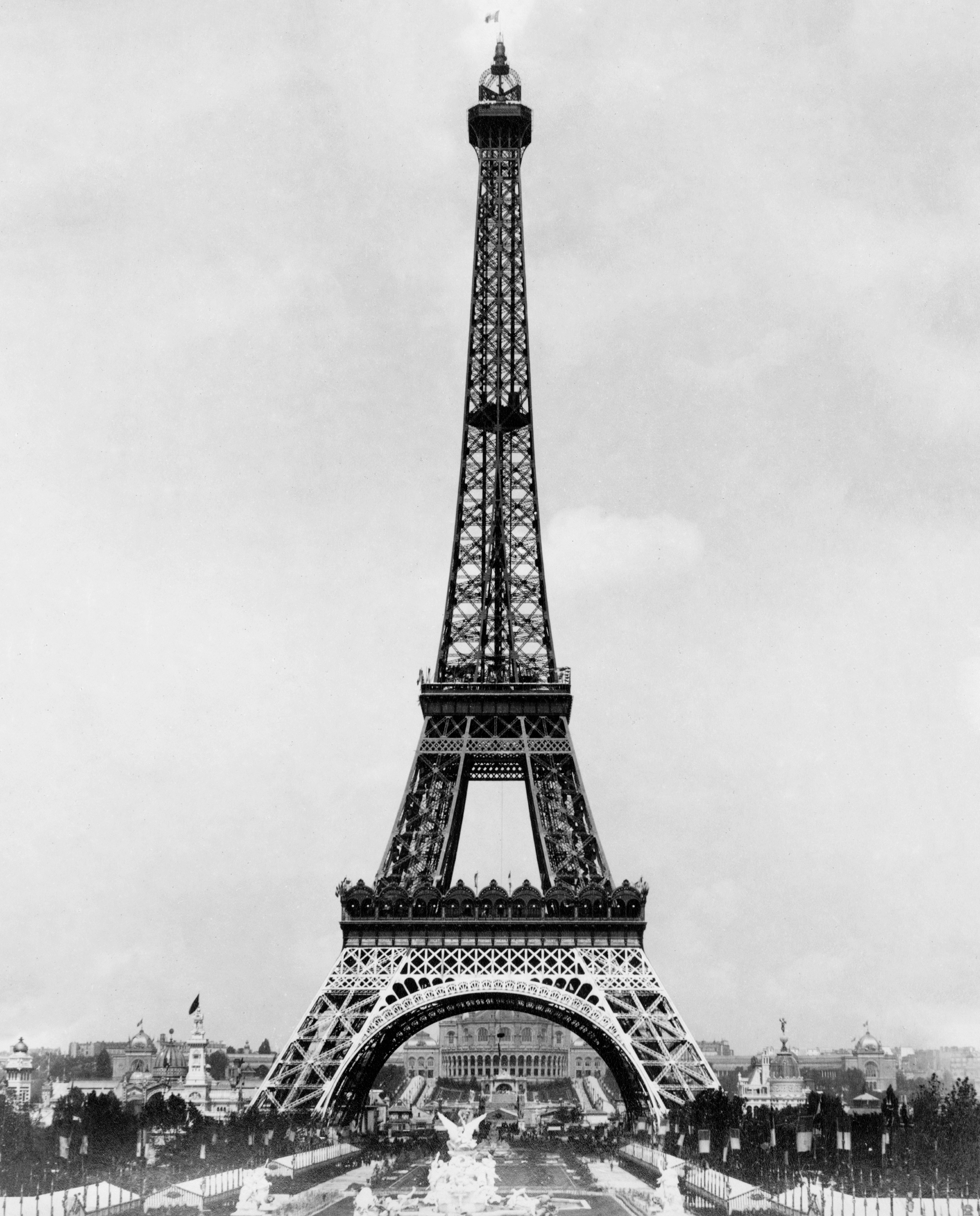
Altes Photo des Pariser Eiffelturms

## Geschichte
Im Jahr 1906 beauftragten die Behörden des Instituto Médico Sucre den Ingenieur Gustave Eiffel, den Schöpfer des Pariser Eiffelturms, mit dem Bau einer Replik. Bei der Durchsicht der Unterlagen im Archiv des Instituto Médico Sucre wurde festgestellt, dass die Firma Urioste y Cía. aus Antofagasta am 3. Dezember 1908 die Ankunft des Dampfschiffs „Naimes“ mit 90 Paketen ankündigte, die die Metallstrukturen und Zubehörteile für das meteorologische Observatorium enthielten.
Das Instituto Médico Sucre unterzeichnete einen Vertrag mit den Ingenieuren José Federico Martinelli und Federico Hamel, die sich verpflichteten, den Metallturm bis zum 23. März 1909 gemäß den aus Frankreich gesendeten Plänen zu errichten. Am 28. Mai 1909 veranstaltete das Instituto Médico Sucre, unter dem Vorsitz von Dr. Manuel Cuellar, eine öffentliche Ehrungssitzung zum Gedenken an den 25. Mai 1809, dem hundertjährigen Jubiläum des Ersten Unabhängigkeitsrufs in Hispanoamerika. Anschließend wurden die Anwesenden zur Einweihung des meteorologischen Observatoriums eingeladen. Unter den Persönlichkeiten, die an diesen Feierlichkeiten teilnahmen, befanden sich der Präsident der Republik, Ismael Montes, Staatsminister und besondere Ehrengäste.
Der Präsident des Instituts ehrte posthum General Pastor Sainz, der finanzielle Beiträge zur Einrichtung des Observatoriums geleistet hatte. Dr. Cuellar äußerte zu dieser Gelegenheit: „Für seine Geldspende an dieses und viele andere Projekte, die er zugunsten von Sucre subventionierte, wird ihn diese Stadt ewig in Erinnerung behalten.“ Die offizielle Delegation und die zahlreichen Anwesenden besichtigten alle Einrichtungen des Instituto Médico. Präsident Montes und die Minister bestiegen den aus Paris stammenden Eiffelturm, der an diesem Tag im zweiten Hof des Instituts einsatzbereit war, um seiner Funktion als meteorologisches Observatorium gerecht zu werden.
Der Meteorologische Dienst hat seitdem unbestreitbare Nützlichkeit für die verschiedenen Tätigkeiten im Departamento Chuquisaca erbracht. Das Meteorologische Observatorium wurde 1898 gegründet und im zweiten Hof des Gebäudes des Instituto Médico Sucre (Calle Arzobispo San Alberto Nr. 30) errichtet, um die verschiedenen Präzisionsgeräte und Apparaturen zu installieren. Die offizielle Delegation und die zahlreichen Anwesenden besichtigten alle Einrichtungen des Instituto Médico. Präsident Montes und die Minister bestiegen den Eiffelturm, der aus Paris gebracht wurde und an diesem Tag im zweiten Hof bereitstand, um seiner Funktion als meteorologisches Observatorium gerecht zu werden.
Der Eiffelturm wurde 16 Jahre lang als meteorologisches Observatorium genutzt, um die klimatischen Bedingungen, das Niederschlagsregime, die Windverhältnisse und dergleichen zu untersuchen. Auf dem Turm wurden verschiedene Geräte installiert: Maximal- und Minimalthermometer, Barometer, Hygrometer, Psychrometer, Regenmesser, Actinometer, Seismographen und verschiedene Registrierapparate. In diesem Observatorium wurde festgestellt, dass die Stadt Sucre bei 19° 2' 54'' südlicher Breite und 67° 17'' westlicher Länge von Greenwich auf einer Höhe von 2 844 Metern über dem Meeresspiegel liegt.
Nach 16 Jahren, am 25. Mai 1925, wurde der Eiffelturm zu Ehren des hundertjährigen Bestehens der Republik Bolivien an das Comité Pro Parque Centenario der Stadtverwaltung von Sucre übergeben. Die Metallstruktur wurde an den heutigen Standort im Parque Bolívar in Sucre versetzt, wo sie sich durch ihre schlanke Gestalt auszeichnet und sowohl eine Attraktion für Touristen als auch ein fröhlicher Spielplatz für Kinder ist.
Neben dem Bau des Turms für die Stadt Sucre errichtete Eiffel auch den Bahnhof der Stadt La Paz, der heute als Busbahnhof dient. Für den Bau verwendete er das übrig gebliebene Material des Pariser Eiffelturms. Ebenso baute er eine Brücke und eine Fabrik.